# Войнов (хутор)
Войно́в — хутор в Егорлыкском районе Ростовской области.
Административный центр Войновского сельского поселения.

## География
Хутор находится на берегу реки Мокрая Грязнуха (бассейн реки Ея).

## История
В 2003 году постановлением Правительства РФ хутор Воинов переименован в Войнов.

## Население
| 1989 | 2002 | 2010 |
| ---- | ---- | ---- |
| 708  | ↗738 | ↘698 |

## Улицы
| - пер. Вишневый, - пер. Восточный, - пер. Западный, - ул. Заречная, | - ул. Молодёжная, - ул. Садовая, - пер. Советский, - пер. Центральный. |